# Óscar Ureña García
Óscar Ureña García (Figueras, Gerona, 31 de mayo de 2003) es un futbolista hispano-dominicano que juega de delantero en el F. C. Barcelona Atlètic de la Segunda Federación.

## Trayectoria
Su carrera deportiva comenzó en la cantera del Girona F. C., y en 2021 alternaba partidos del filial con el primer equipo. 
El 14 de agosto de 2021 hizo su debut profesional jugando como titular en la primera jornada de liga, siendo sustituido en el minuto 72 por Darío Sarmiento, en la victoria 2-0 contra la Sociedad Deportiva Amorebieta. El equipo consiguió ascender a Primera División, categoría en la que disputó tres partidos en el inicio de la campaña 2022-23.
El 16 de enero de 2023 fue cedido al F. C. Cartagena para que compitiera nuevamente en la Segunda División hasta el final de la temporada. En ese periodo de tiempo participó en diez encuentros, en los que dio dos asistencias, y la siguiente campaña fue prestado al C. D. Leganés. Con este equipo ascendió a Primera División y en agosto de 2024 abandonó definitivamente el Girona F. C. después de ser traspasado al F. C. Barcelona Atlètic.

## Selección nacional
Es internacional con la selección sub-23 de República Dominicana, combinado con el que disputó los Juegos Olímpicos de París 2024 bajo las órdenes de Ibai Gómez.

### Participaciones en Juegos Olímpicos
| Juegos Olímpicos               | Sede    | Resultado      | Partidos | Goles |
| ------------------------------ | ------- | -------------- | -------- | ----- |
| Juegos Olímpicos de París 2024 | Francia | Fase de grupos | 3        | 0     |

## Estadísticas

### Clubes
Actualizado al último partido disputado el 23 de febrero de 2025.
| Club                             | Div.          | Temporada     | Liga  | Liga  | Copas nacionales | Copas nacionales | Copas internacionales | Copas internacionales | Total | Total |
| Club                             | Div.          | Temporada     | Part. | Goles | Part.            | Goles            | Part.                 | Goles                 | Part. | Goles |
| -------------------------------- | ------------- | ------------- | ----- | ----- | ---------------- | ---------------- | --------------------- | --------------------- | ----- | ----- |
| Girona F. C. "B" · España        | 3.ª F         | 2021-22       | 7     | 1     | ―                | ―                | ―                     | ―                     | 7     | 1     |
| Girona F. C. · España            | 2.ª           | 2021-22       | 10    | 0     | 0                | 0                | ―                     | ―                     | 10    | 0     |
| Girona F. C. · España            | 1.ª           | 2022-23       | 3     | 0     | 1                | 0                | ―                     | ―                     | 4     | 0     |
| Girona F. C. · España            | Total club    | Total club    | 13    | 0     | 1                | 0                | 0                     | 0                     | 14    | 0     |
| Girona F. C. "B" · España        | 3.ª F         | 2022-23       | 7     | 0     | ―                | ―                | ―                     | ―                     | 7     | 0     |
| Girona F. C. "B" · España        | Total club    | Total club    | 14    | 1     | 0                | 0                | 0                     | 0                     | 14    | 1     |
| F. C. Cartagena · España         | 2.ª           | 2022-23       | 10    | 0     | ―                | ―                | ―                     | ―                     | 10    | 0     |
| F. C. Cartagena · España         | Total club    | Total club    | 10    | 0     | 0                | 0                | 0                     | 0                     | 10    | 0     |
| C. D. Leganés · España           | 2.ª           | 2023-24       | 17    | 0     | 2                | 0                | ―                     | ―                     | 19    | 0     |
| C. D. Leganés · España           | Total club    | Total club    | 17    | 0     | 2                | 0                | 0                     | 0                     | 19    | 0     |
| F. C. Barcelona Atlètic · España | 1.ª F         | 2024-25       | 8     | 2     | ―                | ―                | ―                     | ―                     | 8     | 2     |
| F. C. Barcelona Atlètic · España | Total club    | Total club    | 8     | 2     | 0                | 0                | 0                     | 0                     | 8     | 2     |
| Total carrera                    | Total carrera | Total carrera | 62    | 3     | 3                | 0                | 0                     | 0                     | 65    | 3     |
| 1.                               |               |               |       |       |                  |                  |                       |                       |       |       |

## Palmarés

### Campeonatos nacionales
| Título           | Club                   | País   | Año  |
| ---------------- | ---------------------- | ------ | ---- |
| Segunda División | Club Deportivo Leganés | España | 2024 |